# 布勞恩斯貝格山 (洪茨海姆山)
48°9′12″N 16°57′27″E / 48.15333°N 16.95750°E

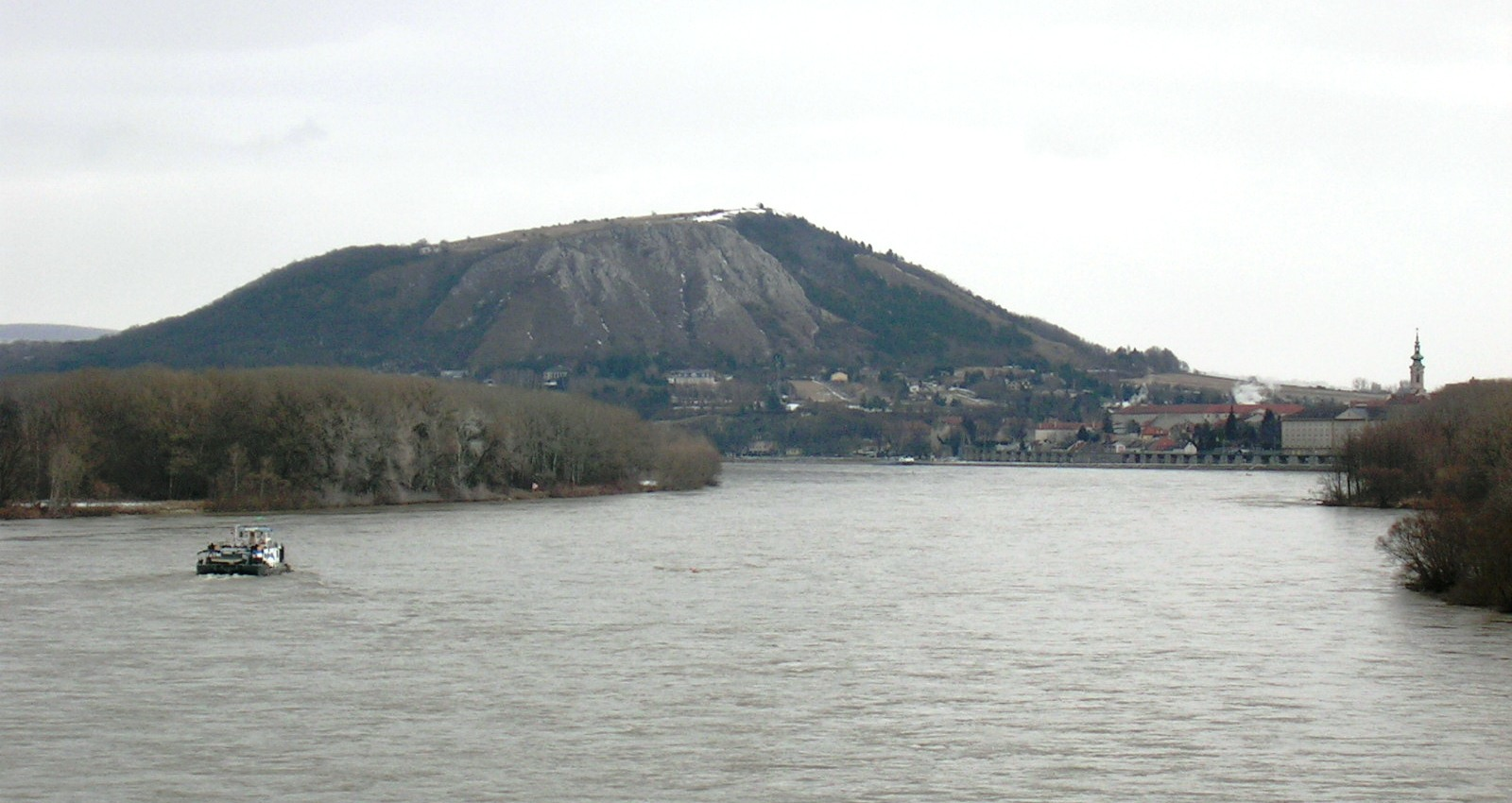

布勞恩斯貝格山（德語：Braunsberg），是奧地利的山峰，位於該國東北部，由下奧地利州負責管轄，屬於洪茨海姆山的一部分，海拔高度346米，每年平均降雨量847毫米。